# John Korty
John Korty (* 22. Juni 1936 in Lafayette, Indiana; † 9. März 2022 in Point Reyes Station, Kalifornien) war ein US-amerikanischer Filmregisseur, Drehbuchautor und Kameramann; zugleich ein „prinzipientreuer Filmemacher, der außerhalb wie innerhalb des Mainstreams arbeitet, stets auf der Suche nach Projekten, die seine humanistischen Überzeugungen unterstreichen“, wie der Filmkritiker Leonard Maltin einst schrieb.

## Leben und Wirken
Korty, der bereits mit 16 Jahren begonnen hatte, Amateurfilme herzustellen, schloss 1959 sein Studium am Antioch College mit dem Bachelor of Arts ab. In dieser Zeit verdiente er sich ein Zubrot mit der Herstellung von Zeichentrick-Werbefilmen. Anschließend startete Korty seine Profilaufbahn als Kurzfilmregisseur, seine Inszenierung Breaking the Habit brachte ihm seine erste Oscar-Nominierung ein. Seit Mitte der 1960er Jahre inszenierte John Korty, zunächst nur sporadisch, abendfüllende, kostengünstig hergestellte Filme für Fernsehen und Kino, die bis in die frühen 1970er Jahre hinein jedoch kaum Beachtung fanden. Zu dieser Zeit besaß Korty im nordkalifornischen Stinson Beach (nördlich von San Francisco) seine kleine, eigene Produktionsstätte, die wenig später auch die Regienewcomer Francis Ford Coppola und George Lucas dazu inspirieren sollte, sich in der Gegend mit eigenen kleinen Produktionsfirmen niederzulassen. Später zog Korty mit seiner Firma ins nördlicher gelegene Point Reyes um. Um seine Arbeiten als Independent Filmmaker leisten zu können, musste Korty zeitweilig auch andere Filmtätigkeiten annehmen; so arbeitete er beispielsweise 1972 als Kameramann bei dem Politdrama Bill McKay – Der Kandidat mit Robert Redford in der Titelrolle.
Kortys Aktivitäten für die große Leinwand waren recht eklektischer Natur und wiesen ab Mitte der 1970er Jahre starken Mainstreamcharakter auf. 1976 drehte Korty die von der Kritik zumeist katastrophal bewertete, nonkonformistische Liebesgeschichte Liebe und andere Verbrechen mit Jack Lemmon in der Hauptrolle, zwei Jahre darauf die matte Love-Story-Fortsetzung Olivers Story mit Ryan O’Neal, die nicht einmal ansatzweise an den Erfolg des Originals von 1970 heranreichen konnte.
Hingegen zeigte John Korty bei einer Reihe von Fernsehfilmen große künstlerische Ambitionen. Einen interessanten und von der Kritik wohlwollend aufgenommenen Einstand gab er mit dem 1971 gedrehten Science-Fiction-Film The People. 1973 fertigte Korty mit der Schwarzensaga Die Geschichte der Jane Pittman (The Autobiography of Miss Jane Pittman) eine opulente Chronik vom schier endlosen Leid einer einfachen Farbigen an, die das Schicksal der Schwarzen Amerikas vom Sezessionskrieg (1861–65) bis zur Kennedy-Ära (1960–63) nacherzählt. Für die Titelrolle gewann Korty, der für diese Regieleistung mit einem Emmy ausgezeichnet wurde, die Schauspielerin Cicely Tyson, die fast ein Vierteljahrhundert später erneut eine Titelrolle, diesmal die in Kortys Variation des Dickens-Weihnachtsklassikers ‘Scrooge’, Ms. Scrooge – Ein wundervoller Engel (1997), verkörpern sollte.
Mit dem ebenfalls für das Fernsehen gedrehten Blinden- und Adoptionsdrama Blinde Sehnsucht landete der Regisseur 1987 einen weiteren beachtlichen Wurf, und auch seinem 1976 ausgestrahlten Film Abschied von Manzanar über ein bis dahin wenig bekanntes, düsteres Kapitel amerikanischer Geschichte, der widerrechtlichen Internierung japanischstämmiger US-Bürger nach dem Angriff auf Pearl Harbor im Dezember 1941, wurden von der Kritik beträchtliche Meriten bescheinigt. Nach dem kommerziellen Misserfolg des Animationsfilms Twice Upon a Time wandte sich John Korty fast ausschließlich der Regie sehr kommerzieller Unterhaltungsfilme für das Fernsehen zu. Bei seinem späten Œuvre handelt es sich zumeist um Dramen und Melodramen. Korty blieb bis zum Ende des 20. Jahrhunderts kontinuierlich regieaktiv.
Im Frühjahr 1978 konnte John Korty einen Oscar für seinen abendfüllenden Dokumentarfilm Die DeBolts und ihre 19 Kinder in Empfang nehmen. Mit ihm gemeinsam wurden die weiteren Produzenten des Films Warren L. Lockhart und Dan McCann ausgezeichnet. Korty, der auch Einspieler für die beliebte Fernsehreihe für Kinder im Vorschulalter, Sesamstraße (Sesame Street), hergestellt hat, führte seine eigene Produktionsfirma Korty Films Inc., die zuletzt im kalifornischen Mill Valley beheimatet war.
Korty starb im März 2022 in seinem kalifornischen Zuhause im Alter von 85 Jahren.

## Filmografie (Auswahl)
- 1960: The Language of Faces
- 1964: Breaking the Habit
- 1966: Die bunte Flickendecke (The Crazy-Quilt)
- 1967: Funnyman
- 1969: Imogen Cunningham: Photographer
- 1969: Riverrun
- 1971: The People
- 1972: Bill McKay – Der Kandidat (nur Kamera)
- 1972: Go Ask Alice
- 1973: Class of '63
- 1973: Gefährliche Stille (Silence)
- 1973: Die Geschichte der Jane Pittman (The Autobiography of Miss Jane Pittman)
- 1974: The Music School
- 1976: Abschied von Manzanar (Farewell to Manzanar)
- 1976: Liebe und andere Verbrechen (Alex and the Gypsy)
- 1977: Die DeBolts und ihre 19 Kinder (Who Are the DeBolts? And Where Did They Get Nineteen Kids?)
- 1977: Forever
- 1978: Olivers Story (Oliver’s Story)
- 1980: Wunder in San Francisco (A Christmas Without Snow)
- 1983: Twice Upon a Time
- 1983: Fluch der Leidenschaft (The Haunting Passion)
- 1983: Die zweiten Augen (Second Sight: A Love Story)
- 1984: Die Ewoks – Karawane der Tapferen (Caravan of Courage), Regie und Kamera
- 1986: Tödliches Geschäft (A Deadly Business)
- 1986: Letzte Ruhe
- 1987: Geschäft mit dem Leben (Baby Girl Scott)
- 1987: Blinde Sehnsucht (Eye on the Sparrow)
- 1988: Winnie
- 1990: Terrys Versprechen (A Son‘s Promise)
- 1990: Sehnsucht ohne Grenzen (Long Road Home)
- 1991: Blinder Hass (Line of Fire: The Morris Dees Story)
- 1992: Blut auf seidener Haut (Deadly Matrimony)
- 1993: They / They Watch
- 1994: Die Fesseln der Vergangenheit (Getting Out)
- 1995: Die Augen meines Vaters (Redwood Curtain)
- 1997: Ms. Scrooge – Ein wundervoller Engel (Ms Scrooge)
- 1998: Die Bombe von Oklahoma City (Oklahoma City: A Survivor's Story)
- 1999: Geschenk der Liebe (A Gift of Love: The Daniel Huffman Story)
- 2009: Miracle in a Box: A Piano Reborn
- 2011: John Allair Digs In